# Cristina Sánchez-Andrade

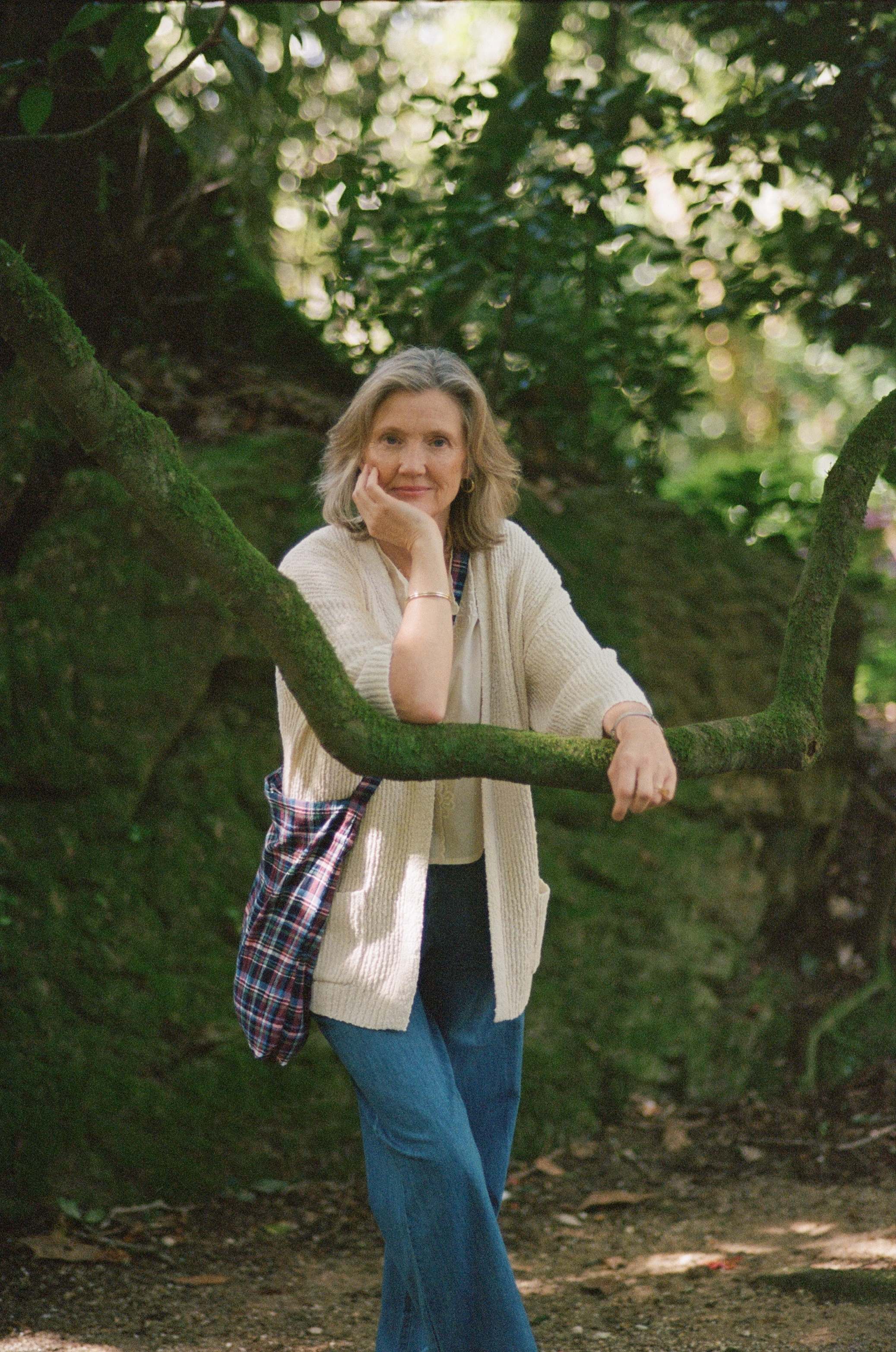

Cristina Sánchez-Andrade (Santiago de Compostela, La Coruña, 5 de abril de 1968) es una escritora española. En 2004 fue galardonada con el Premio Sor Juana Inés de la Cruz, otorgado por la Feria Internacional del Libro de Guadalajara (México), y en 2020 con el Premio Setenil al mejor libro de cuentos publicado en España, por su obra El niño que comía lana.
En su obra abundan referencias a la tradición oral, que es una de las principales fuentes de inspiración de la autora. 

## Biografía
Cristina Sánchez-Andrade es hija de padre gallego y madre inglesa. Profesora Asociada de Literatura en la Universidad Complutense (Facultad de Ciencias de la Información), es licenciada en Periodismo por esta misma Universidad y en Derecho por la U.N.E.D. Además, tiene un Máster en Derecho Comunitario por la Universidad Autónoma de Madrid, lugar en el que reside. Traducida a varios idiomas, combina su labor de escritora con su trabajo como traductora de inglés, así como la docencia de talleres de narrativa. Ha sido profesora visitante en varias universidades de Estados Unidos. 
Escribió relatos que le valieron diversos premios literarios y en el año 1999 publicó Las lagartijas huelen a hierba, una novela sobre la búsqueda de la identidad que sorprendió por su originalidad narrativa y su estructura. Bueyes y rosas dormían (2001), su segunda novela, está ambientada en un tiempo indefinido, en un lugar opresivo, ficticio y arquetípico, no en vano llamado Pueblo; esta deliberada abstracción se disfruta en el resto de su narrativa.
Con Ya no pisa la tierra tu rey (2003) obtuvo el Premio Sor Juana Inés de la Cruz en 2004, otorgado por la Feria Internacional del Libro de Guadalajara; la novela, con un protagonista colectivo, una congregación de monjas, vuelve a dejar ver un tema recurrente de la autora: la crítica a las manifestaciones colectivas que puedan llevar a pensar no como individuo sino como masa y a tomar decisiones no por una reflexión y evaluación personal, sino por esa debilidad que proviene de la necesidad de pertenecer al rebaño y de cobijarse en él.
En Coco (2007), novela la vida de la diseñadora francesa Coco Chanel y vuelve a utilizar este recurso para narrar la vida de Cristina de Noruega, princesa medieval del siglo XIII que viajó a España para contraer matrimonio con un infante hermano del rey Alfonso X "El Sabio"; esta novela histórica se publicó en 2010 con el título: Los escarpines de Kristina de Noruega y fue finalista del Premio Espartaco de Novela Histórica en 2011.
Alejándose de la ficción, publica El libro de Julieta (2010), una colección de anécdotas, y reflexiones sinceras, del día a día con su hija con síndrome de Down, Julieta. 
Con Las Inviernas (2014) se dio a conocer definitivamente en el panorama literario internacional. Muy elogiada por la prensa española y también extranjera, ha sido traducida al inglés (Estados Unidos, Inglaterra y Nueva Zelanda), alemán, italiano, portugués (Brasil y Portugal), polaco e italiano. Además de ser finalista del Premio Herralde de Novela en 2014, ha sido galardonada con dos PEN Award, uno para la traducción y otro para la promoción de la misma. En esta novela, dos hermanas regresan a su pueblo natal después de años de ausencia a causa de la guerra civil. Ambas poseen un secreto relacionado con su abuelo y su presencia agita las conciencias y remueve la vida de los vecinos. Cristina Sánchez-Andrade plasma en esta obra con singular maestría los escenarios de la Galicia interior, impregnados del olor a hierba húmeda de los verdes prados bajo la lluvia, haciendo que el lector se sumerja, ya desde la primera página, en ese universo lúgubre y atávico de su región natal. A través del testimonio oral capta la cultura espiritual y esa dimensión mágica tan característica del pueblo gallego. En los cuentos en los que se basó, contados en su mayoría por la abuela paterna de la autora, está todo ese legado de premoniciones, videncias y apariciones derivados de la superstición o de la religión.
47 trocitos, su primera novela infantil, es una historia sobre la diversidad y la importancia de aceptar a los demás tal y como son.
El argumento de Alguien bajo los párpados (2017) une dos historias emplazadas en un mismo escenario y distanciadas en el tiempo. Una, reciente, refiere las peripecias del viaje en coche de dos ancianas, una señora acomodada, doña Olvido, y su criada, Bruna. La otra se remonta a la República, la guerra civil y el comienzo de la dictadura.

## Premios y reconocimientos
2004: Premio Sor Juana Inés de la Cruz (Feria Internacional de Guadalajara, México) por la novela "Ya no pisa la tierra tu rey" (Anagrama)
2014: Finalista Premio Herralde por la novela "Las Inviernas" (Anagrama)
2016: Premio PEN para la Traducción y Premio PEN para la Promoción por la novela "Las Inviernas" (Anagrama)
2017: Premio Nacional "Cultura viva"
2019: Premio Julio Camba de Periodismo por el artículo "En manos de Dios" (La Voz de Galicia)
2020: Premio Setenil al mejor libro de cuentos publicado en España por "El niño que comía lana" (Anagrama)
En 2014 fue autora invitada a la Hawthornden International Retreat for Writers en Escocia.
En 2017 fue autora invitada en Villa Sarkia, en Finlandia.
En 2018 fue autora invitada en OMI. Translation Lab. Ledig House. Nueva York.
En 2019 fue autora invitada en Air-Artist in Residence. Krems an der Donau. Austria
En 2023 fue artista residente en Villa Sträuli. Winterthur. Suiza
En 2023 fue artista residente de la Baptist University. Hong Kong.

## Novelas
- 1999: Las lagartijas huelen a hierba (Lengua de Trapo) Reeditada en 2024 por La navaja Suiza.
- 2001: Bueyes y rosas dormían (Siruela)
- 2003: Ya no pisa la tierra tu rey (Anagrama) Premio Sor Juana Inés 2004
- 2005: Alas (Trama Editorial)
- 2007:  Coco  (RBA)
- 2010: Los escarpines de Kristina de Noruega (Roca Editorial)
- 2010: El libro de Julieta (Grijalbo)
- 2014: Las Inviernas (Anagrama)
- 2015: 47 trocitos (Edebé)
- 2017: Alguien bajo los párpados (Anagrama)
- 2022: "La nostalgia de la Mujer Anfibio" (Editorial Anagrama)
- 2025: “Habitada” ( Editorial Anagrama)

## Cuentos
- 2001: Candela (Cuentos de Humo, Siruela)
- 2005: 69, Amor (Todo un placer, Berenice)
- 2005: Somos dos barcos (Portadas Manuel Gil, Aldeasa)
- 2007: Los locos de Valencia (Comedias de Lope, 451 Ediciones)
- 2015: Matilde (Revista Eñe)
- 2019: El niño que comía lana (Panorama Narrativas, Editorial Anagrama)

## Poesía
- 2019: "Llenos los niños de árboles" (La Bella Varsovia)

## Ensayo
- 2020: "Escribir un árbol, plantar un hijo y tener un libro" (Triacastela)
- 2022: Fámulas (Cuadernos, Anagrama)
- 2024: Ficciones Espejo. Textos y modelos para la creación literaria (varios autores, Libros Pórtico)

## Traducciones del inglés
- 2005: Curdie y la Princesa (Siruela)
- 2006: Cumbres Borrascosas (Siruela)
- 2011: Puck de la colina de Pook (Siruela)
- 2015: Los chicos del ferrocarril (Siruela)
- 2017: Por qué este mundo. Una biografía de Clarice Lispector (Siruela)